# Křižák skvostný
Křižák skvostný (Aculepeira ceropegia) je pavouk z čeledi křižákovití.

## Popis
Tento druh dorůstá délky 10–12 mm. Hlavohruď má hruškovitý tvar a je porostlá šedými chloupky. Zadeček se v zadní části zužuje, jinak má tvar vejce (oválný). Nohy má pruhované a stehna jsou červeně zbarvená. Typickým znakem je laločnatá bělavá kresba.

## Rozšíření
Obývá rozlehlá a volná stanoviště, převážně louky, okraje lesů a stráně. Avšak nejpočetněji se vyskytuje v podhůří. Sítě mají kulovitý tvar a často na ně narazíme nízko u země. Přes den se často zdržuje na okraji sítě pod vytvořenou stříškou z vláken pavučiny, která ho chrání před deštěm a sluncem.

## Rozmnožování
Samička ukrývá vajíčka, zabalená do kokonů, v trhlinách nebo pod odchlípnutou kůrou. Mláďata se líhnou na podzim.